# Adeus às Armas

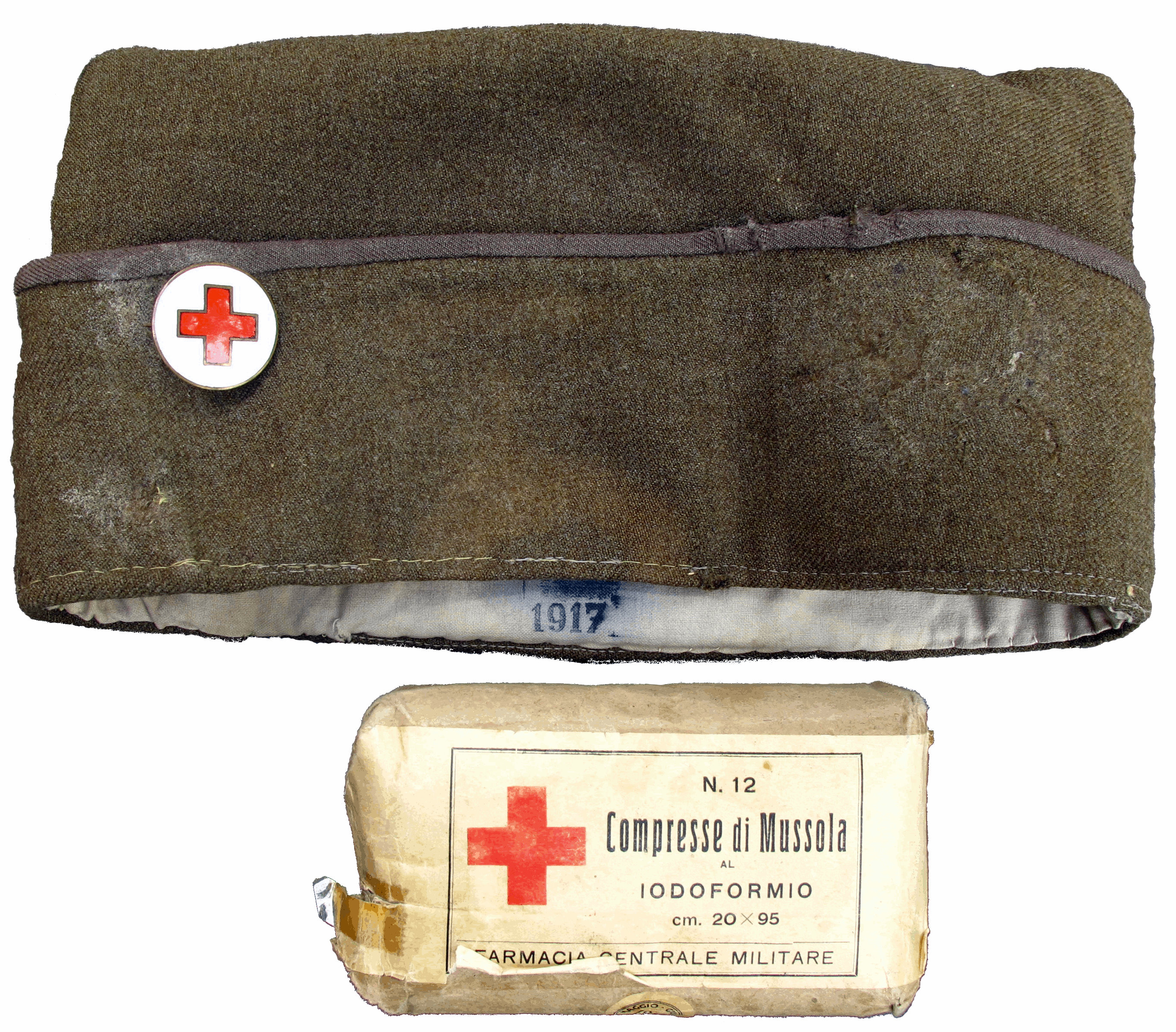
Boina de enfermeiro pertencente a Hemingway

Adeus às Armas (A Farewell to Arms no original ) é um romance de Ernest Hemingway de tom autobiográfico publicado em 1929.
Conta a história um tenente norte-americano Frederic Henry, que serve no exército italiano durante a Primeira Guerra Mundial como condutor de ambulâncias. O romance desenvolve-se em torno da sua trágica paixão por uma enfermeira inglesa. É um romance de amor e sofrimento, de lealdade e deserção.

## Personagens principais
- Frederic Henry, herói da obra e ao mesmo tempo narrador da história.
- Catherine Barkley, enfermeira inglesa, que se torna amante de Frederic.
- Rinaldi, cirurgião e amigo de Frederic.